# Joop van den Ende
Johannes „Joop” Adrianus van den Ende (Amszterdam, 1942. február 23. –) holland színházi producer, az Endemol nemzetközi televíziós produkciós társaság társalapítója és a Stage Entertainment, Európa legnagyobb élő szórakoztató társasága alapítója/tulajdonosa.
A Stage Entertainment 1998-ban alakult, miután kivált az Endemol Live Entertainment részlegéből. A társaság 10 országban (Hollandia, Németország, az Amerikai Egyesült Államok, az Egyesült Királyság, Franciaország, Spanyolország, Olaszország, Oroszország, Románia és Belgium) rendelkezett irodákkal és színházakkal.

## A kezdetek
Van den Ende 15 évesen kezdte pályafutását a holland opera díszletépítő gyakornokaként. Tíz évvel később, 1968-ban megnyitotta első független színházi és televíziós produkciós ügynökségét, a Spotlightot, majd 1971-ben megalapította a Joop van den Ende Theaterproducties vállalkozást. A következő évtizedben színpadi és televíziós tevékenységei egyre bővültek, és Hollandia egyik vezető impresszáriójává vált.
1983-ban megvásárolt egy Amszterdam melletti korábbi virágárverési épületet, amelyet nagy stúdiókomplexummá alakított át, ahol televíziós produkcióit rögzíthette. 1988 szeptemberében van den Ende a Scheveningeni Circustheaterben megrendezte a Barnum című musical holland változatát, és ezzel egy új zenei hagyományt indított el Hollandiában, amely a mai napig tart. 1993 októberében mutatta be Cyrano című első showműsorát a Broadwayn. A műsor egészen 1994 márciusáig futott, és bár a show anyagilag veszteséges volt, a musical volt van den Ende bemutatkozása a Broadwayn, mellyel kivívta amerikai kollégái tiszteletét.